# Мокану (острів)
Острів Чобану (також Острів Мокану, рум. Insula Ciobanu, Insula Mocanu, Ostrovul Mocanu) — острів у Румунії, розташований на Дунаї за координатами 43°54' пн.ш. і 26°0' сх.д. у форматі DMS. Висота — 1 м над рівнем води. Міст Дружби перетинає цей острів. Загальна довжина острова становить близько 5 км, а максимальна ширина — 1,2 км.

## Зовнішні посилання
- Пляж на острові Мокану (рум.)
- Острів у районі Джурджу - місце, де відбудеться єдине в Румунії змагання з екстремальної риболовлі на Дунаї (рум.)